# Colin LaVie
Pour les articles homonymes, voir Lavie.
Colin LaVie, né le 28 octobre 1962 à Souris, est un homme politique canadien, président de l'Assemblée législative de l'Île-du-Prince-Édouard de 2019 à 2023.
Il est élu à l'Assemblée législative de l'Île-du-Prince-Édouard lors de l'élection provinciale de 2011. Il représente la circonscription de Souris-Elmira en tant qu'un membre du Parti progressiste-conservateur de l'Île-du-Prince-Édouard.